# Мірмекоморфія

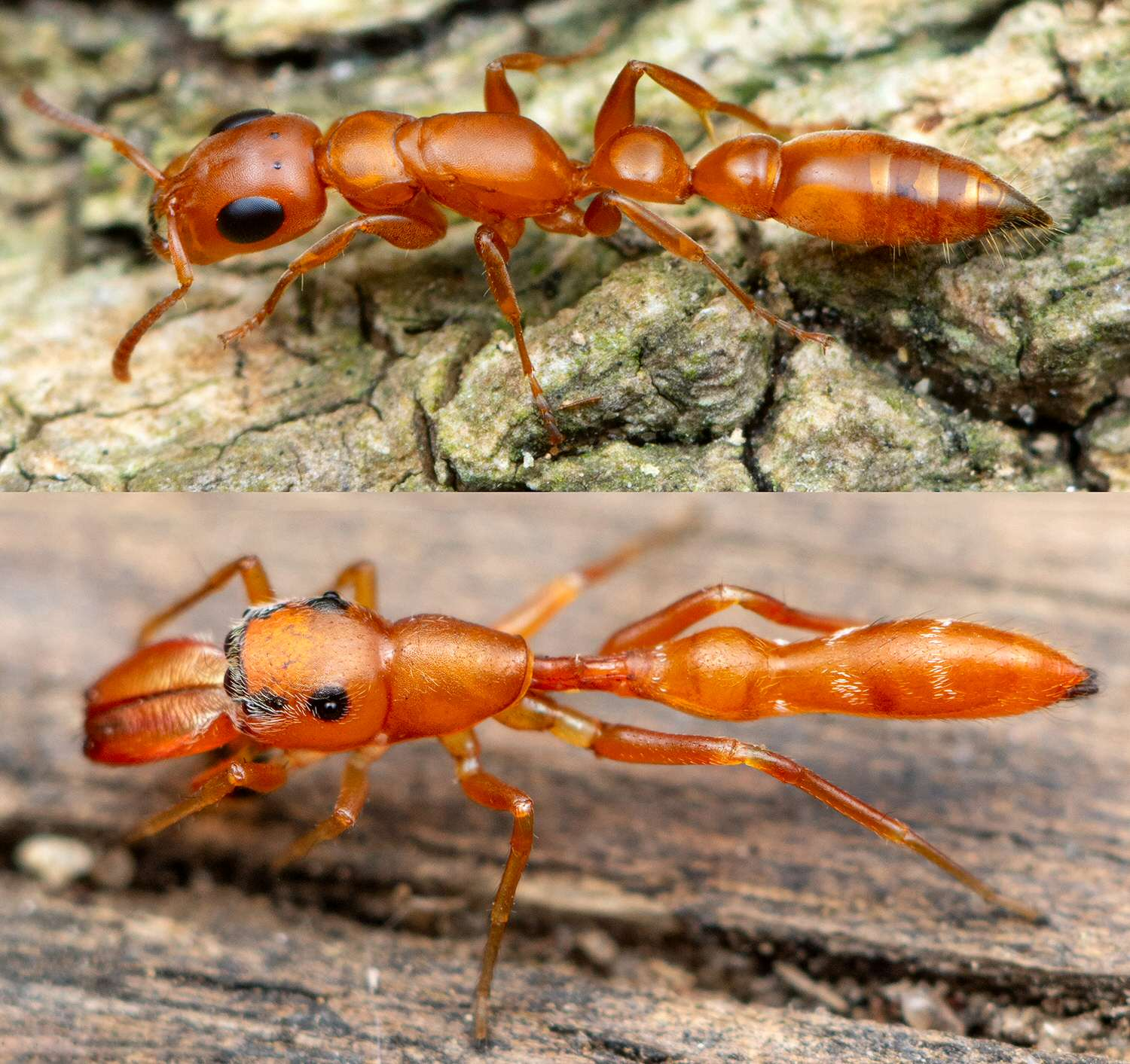
Мурашка Tetraponera і павук-скакун (Myrmarachne ichneumon) в Національному парку Горонгозо, Мозамбік.

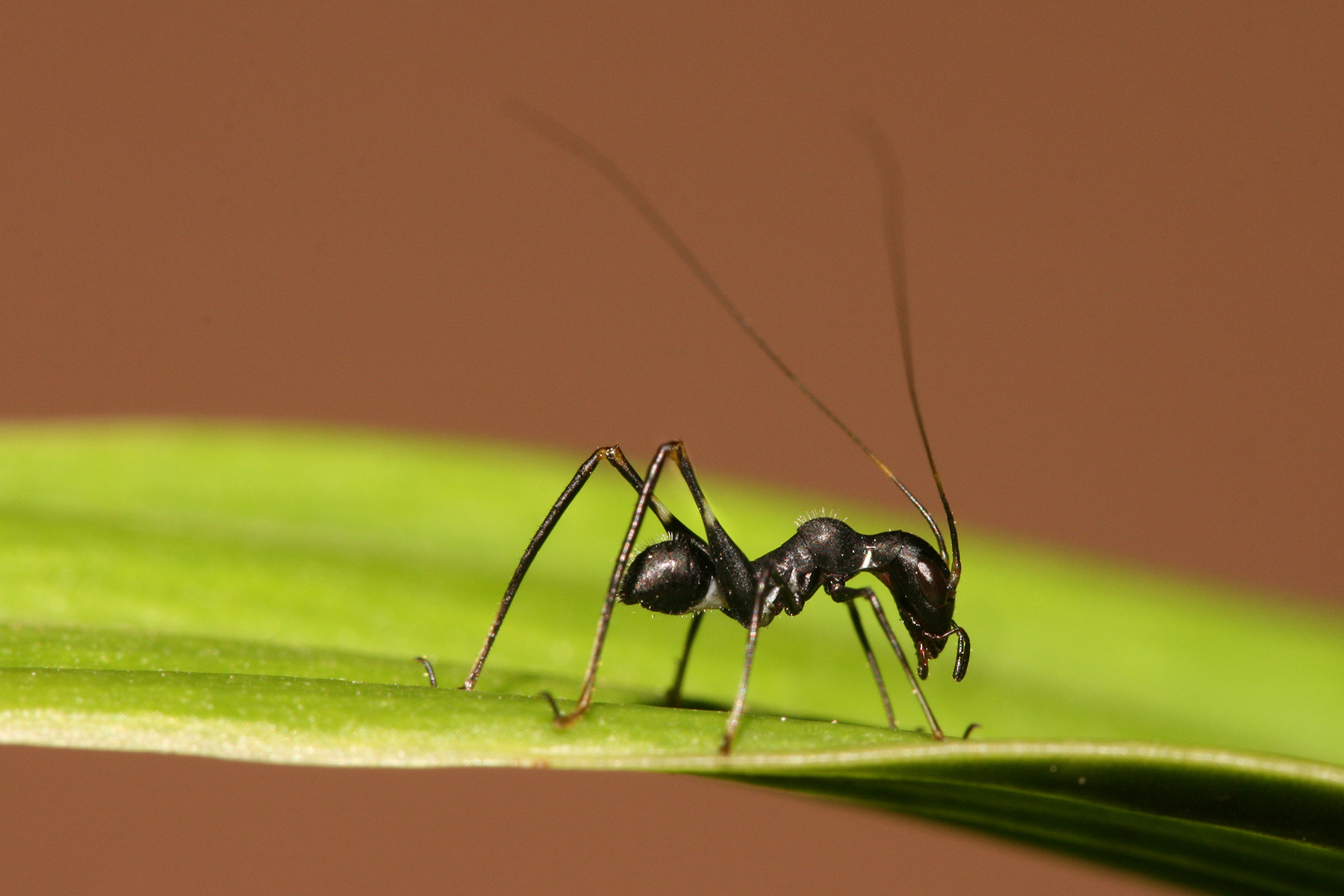
Німфа коника Macroxiphus sp.

Мірмекоморфія (мурашина мімікрія) — зовнішня схожість з мурахами, один з видів мімікрії. .

## Опис
Мімікрія мурашок («мурашина мімікрія») пов'язана з агресивністю і отруйністю цих численних суспільних комах, що може захищати схожих з ними інших членистоногих від поїдання хижаками (птахами, осами). Мірмекоморфні організми відомі серед 9 рядів членистоногих (Mantodea, Orthoptera, Phasmida, Hemiptera, Thysanoptera, Coleoptera, Diptera, Lepidoptera, Hymenoptera). Описано понад 2000 мірмекоморфних видів.

## Павуки
Відомо близько 100 видів мірмекоморфних павуків з більш ніж 10 родин, зокрема:
- Corinnidae (Myrmecium, Myrmecotypus)
- Salticidae (Myrmarachne)
- Zodariidae (Storena, Zodarion)

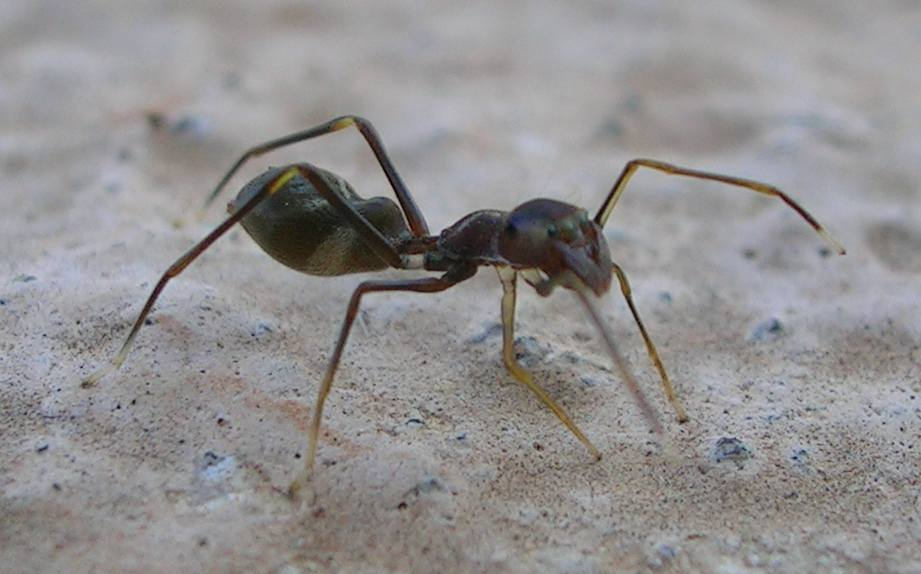
Мірмекоморфний павук-скакун (Salticidae)
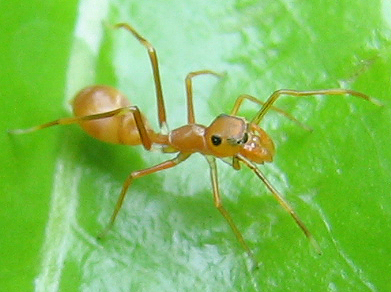
Самиця павука Myrmarachne plataleoides в Таїланді схожа на мураху-ткача (Oecophylla smaragdina)
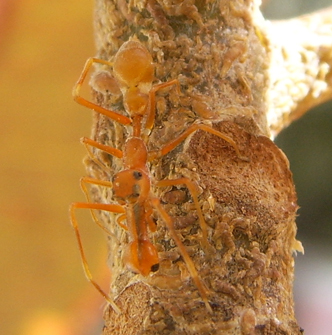
Самець павука Myrmarachne plataleoides схожий з робочим мурахою, що несе іншого робочого
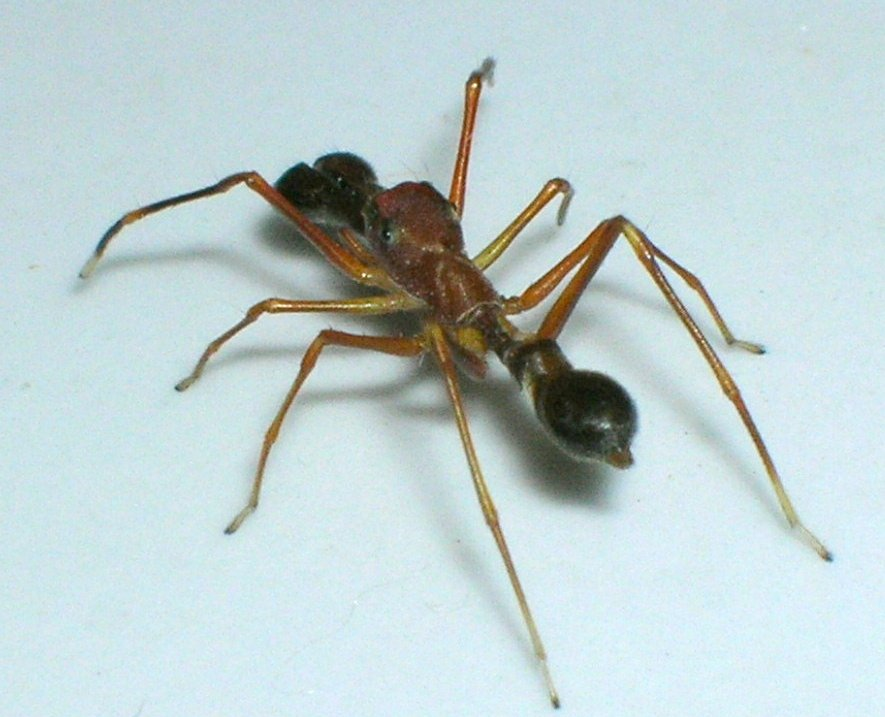
Myrmarachne plataleoides

## Богомоли
Богомол Mantillica nigricans (Бразилія) зовні схожий на мурашку виду Neoponera apicalis (Latreille) (Ponerinae).

## Двокрилі
В родинах мух Sepsidae, Richardiidae, Micropezidae

## Жуки
Мурахожук Thanasimus formicarius (Cleridae). Також у родинах Staphylinidae, Anthicidae.

## Клопи
Модифікації частин тіла, що нагадують мурах, відомі в декількох родинах Heteroptera: Alydidae, Colobathristidae, Enicocephalidae, Geocoridae, Largidae, Miridae, Nabidae, Oxycarenidae, Pyrrhocoridae, Rhyparochomidae, Saldidae, Pentatomidae (Pentamyrmex spinosus).

## Палочники
Extatosoma tiaratum

## Перетинчастокрилі
Мірмекоморфна триба Acroaspidiini (Trjapitzin, 1973, Новий Світ) з родини Encyrtidae (Hymenoptera: Chalcidoidea) має безкрилих самиць з вузькою мурашиною талією (є петіоль) і звичайних для енциртид крилатих самців. [Архівовано 12 березня 2016 у Wayback Machine.] Приклад: Holcencyrtus myrmicoides Compere & Zinna, 1955 (Acroaspidia).

## Трипси
Aeolothripidae

## Галерея

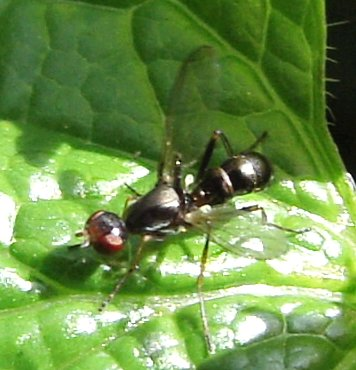
Мірмекоморфна муха (Sepsidae)
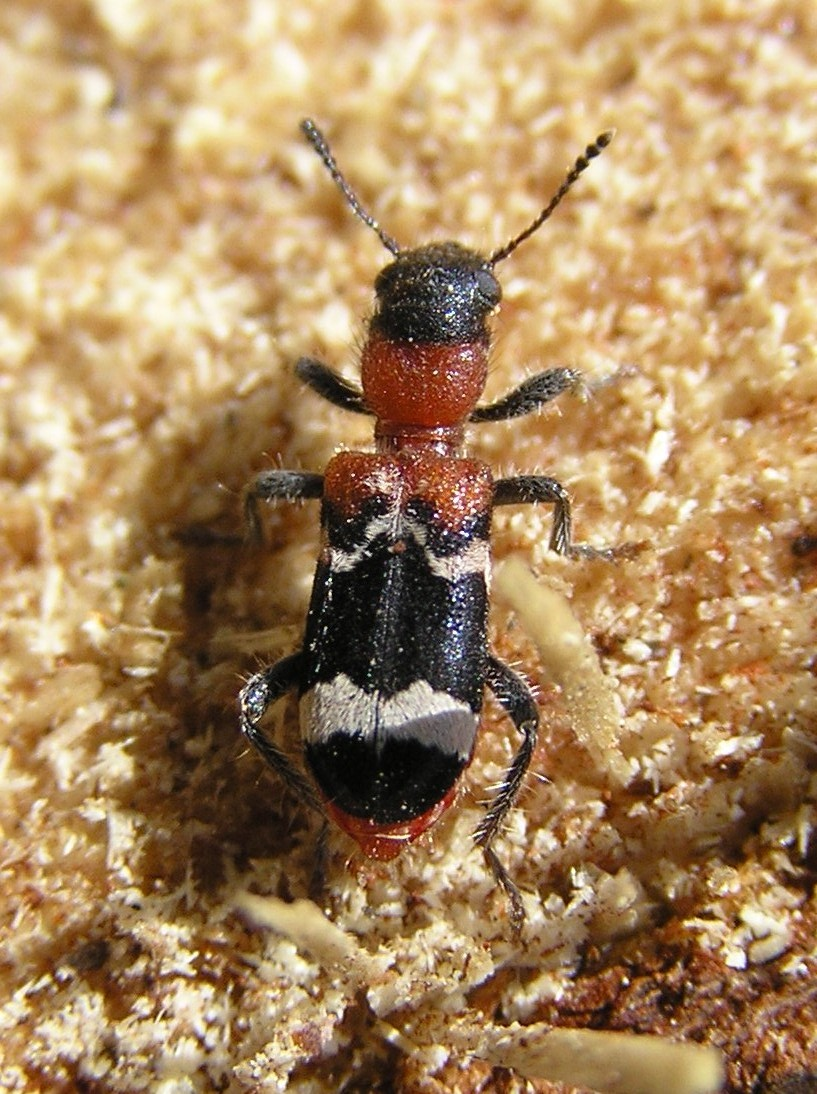
Мурахожук Thanasimus formicarius
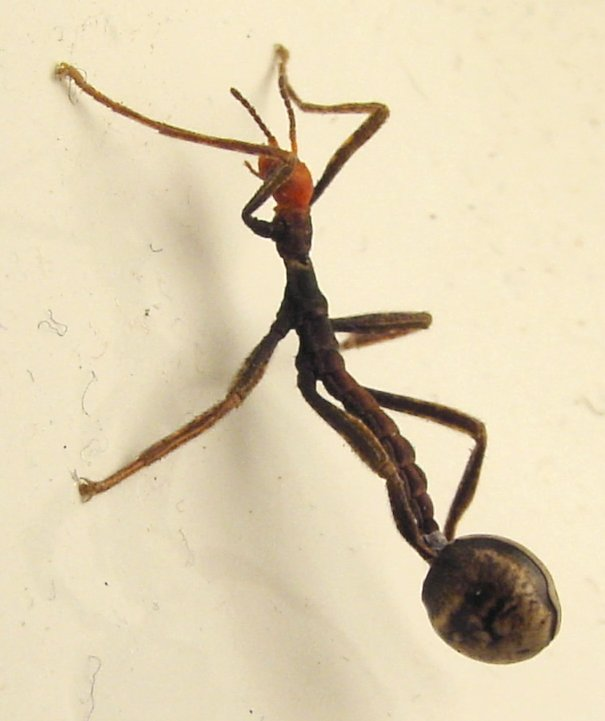
Паличник Extatosoma tiaratum